# Nodozana xanthomela
Nodozana xanthomela är en fjärilsart som beskrevs av Druce 1899. Nodozana xanthomela ingår i släktet Nodozana och familjen björnspinnare. Inga underarter finns listade i Catalogue of Life.